# 7 يوليو (حارة)

تعديل مصدري - تعديل

7 يوليو هي إحدى حارات حي يريم بمدينة يريم أحد مدن محافظة إب، بلغ تعداد سكانها 384 نسمة حسب تعداد اليمن لعام 2004.